# Theodor Frølich
Theodor Christian Brun Frølich, född 29 september 1870 i Kristiania (nuvarande Oslo), död där 14 augusti 1947, var en norsk läkare.
Frølich blev student 1888 och candidatus medicinæ 1895. Efter att ha varit kandidat vid Rikshospitalet och studerat pediatrik i utlandet 1898 var han 1899–1902 förste underläkare vid Rikshospitalets pediatriska avdelning. År 1903 tog han doktorsgraden i medicin med avhandlingen Diabetes mellitus i barnealderen. Åren 1904–08 var han assistent vid hygieniska institutionen och företog under denna tid flera studieresor till utlandet.  År 1921 utnämndes han till professor i pediatrik vid Universitetet i Oslo.
Förutom ovannämnd avhandling skrev Frølich en rad vetenskapliga arbeten, främst om näringssjukdomar hos barn och om chorea, kongenital nefrit, pylorusstenos och infantil skörbjugg, en sjukdom, som han med offentligt understöd studerade i London 1907, och över vilken han tidigare hade företagit experimentella undersökningar. Han skrev även arbeten om bland annat vitaminer och barntuberkolos. År 1924 utkom hans Pædiatri, en Veiledning under studiet av den første barnealders sygdommer.